# Олимпик (футбольный клуб, Хатива)
«Олимпик» (исп. CD Olímpic de Xàtiva) — испанский футбольный клуб из города Хатива, в провинции Валенсия в одноимённом автономном сообществе. Клуб основан в 1932 году, домашние матчи проводит на стадионе «Ла-Мурта», вмещающем 9 000 зрителей. В Примере и Сегунде команда никогда не выступала, лучшим результатом является 4-е место Сегунда B в сезоне 1987/88.

## Сезоны по дивизионам
- Сегунда B — 11 сезонов
- Терсера — 42 сезона
- Региональная лига — 24 сезона

## Достижения
- Терсера
  - Победитель (4): 1958/59, 1959/60, 1960/61, 1986/87